# Hov (Norvegia)
Hov è un villaggio della Norvegia, situato nella municipalità di Søndre Land, nella contea di Innlandet.